# Charles Bentley
Charles R. Bentley, né à Rochester (État de New York) le 23 décembre 1929 et mort le 19 août 2017, est un glaciologue et géophysicien américain. 

## Biographie
Il fut professeur à l'Université du Wisconsin-Madison.
Il découvrit le massif Vinson le 12 janvier 1958 lors d'un survol de reconnaissance de la région par un avion de l'armée navale américaine parti de la station Byrd.
En 1957, lui et une poignée d'autres scientifiques firent une expédition dans l'ouest de l'Antarctique dans des véhicules à chenilles pour faire les premiers carottages de glace en Antarctique.

## Postérité
La fosse subglaciale de Bentley et le mont Bentley ont été nommés d'après son nom.